# ایوان ایزوکیرو
ایوان ایزوکیرو (انگلیسی: Ivan Izquierdo؛ زادهٔ ۱۹۳۷ - درگذشته ۲۰۲۱) دانشمند در زمینه عصب‌شناسی اهل آرژانتین و از اعضای آکادمی ملی علوم بود.
وی در ۹ فوریه ۲۰۲۱ در سن ۸۳ سالگی بر اثر ذات‌الریه درگذشت.